# 다키야마
다키야마(瀧山, 1805년 ~ 1876년)은 에도막부의 13대 쇼군 도쿠가와 이에사다부터 15대 도쿠가와 요시노부 시대까지 3대에 걸쳐 쇼군가를 모셨던 고위직 시녀이다.
1823년, 16세의 나이로 오오쿠에 들어간 이후 능력을 인정받고 오토시요리로 임명되어 오오쿠의 실권을 쥐게 된다. 14대 쇼군의 계승자 다툼 때에는 혼슈인, 우타하시와 함께 난키파를 지지하여 히토츠바시파와 대립하였다. 요시노부의 생부 도쿠가와 나리아키가 형수의 시녀에게까지 손대는 행동 등으로 오오쿠에서는 요시노부를 싫어하는 분위기였고, 특히 쇼군 생모 혼슈인은 "요시노부님이 쇼군이 된다면 죽음을 택할 것이다"라고 선언할 정도였다. 다키야마 역시 미토번에 대한 증오심은 대단하여 요시노부가 쇼군이 될 때 사직을 청하였지만 허락되지 않았다. 쇼군 정실인 아쓰코 (후의 덴쇼인)가 오오쿠내의 소수파인 히토츠바시파였지만, 타키야마나 혼슈인쪽 사람들에게 요시노부의 험담을 자주 들은 탓에 난키파로 돌아서게 되었다. 

이에모치의 쇼군 취임 이후 쇼군의 양어머니로 실권자가 된 덴쇼인 아래에서 오토리요리 지위를 유지하였다. 쇼군 생모 짓세인은 화려한 것을 좋아하는 성품으로 오오쿠에 들어오자 매일 저녁 시녀들과 주연을 벌였다. 다키야마는 오토시요리 후지노(藤野)를 통해 술을 삼가하도록 주의를 주었지만 짓세인이 듣지 않자 직접 「오오쿠의 풍기가 문란해지므로 매일 저녁 술을 드시는 것을 삼가 주십시오」라고 짓세인에게 직언하였다. 짓세인은 이것을 마음에 들지 않아 했고 술마시는 것도 여전하였다고 한다.

에도성 함락 이후에는 자신을 시중들던 시녀의 생가에 몸을 의탁하고 현재의 사이타마현 가와구치시(川口市) 지역에서 지내게 된다. 만년에는 양자를 맞이해서 「다키야마(瀧山)」라는 성을 만들어 다키야마(瀧山) 가문을 일으켰다. 1876년(메이지 9년), 72세로 사망.

## 다키야마를 연기한 인물
- 사사키 스미에 (1989년 NHK 대하드라마 『도쿠가와 요시노부』）
- 아사노 유코 (2003년 후지TV 드라마 『오오쿠』)
- 이나모리 이즈미 (2008년 NHK 대하드라마 『아쓰히메』）